# 文化放送ASMR特番
文化放送ASMR特番（ぶんかほうそうエー・エス・エム・アールとくばん）は文化放送が2か月に1度の聴取率調査週間前夜となる日曜深夜に呼び水的に放送していた特別番組である。2020年10月から正式番組名となった。
サブタイトルは各回ごとに異なり、放送するテーマに合わせた形でライトノベル小説のタイトルを彷彿とさせる長さが特徴である。正式番組名になる前は、ツイッターの公式アカウントが総称としてこの名称を用いていた。

## 概要・特徴
文化放送では原則的に月曜早朝（日曜深夜）の2:00 - 5:00は放送休止にしており、聴取率調査週間前でもそれは同様であったが、2010年代後半からはその時に限り呼び水的に『武井壮のガッとしてビターン!』やレギュラー番組『おはよう寺ちゃん 活動中』のスピンオフに当たる『幸せラジオ』や『古賀シュウ 3時半の三枚おろし』を編成するようになった。
そんな中、ノルウェーの公共放送局であるノルウェー放送協会が、『全国 薪の夕べ』と題した12
時間にわたる特集テレビ番組を2013年2月15日に放送し、そのうち8時間はただ薪が燃えているだけの映像を流しているにもかかわらず20％の高視聴率を叩き出したことに注目した文化放送が、"音へのこだわりがハンパない"音声スタッフの精鋭メンバーをさらに結集させて、2019年12月に第1弾を放送したところ大きな反響を呼んだことからレギュラー化している。
3Dオーディオ技術を駆使して演出・編集していることから、ワイドFM・Radikoからヘッドフォンで聴取することを推奨している。
過去放送分は文化放送ポッドキャストで配信している。また、2020年8月28日には公式ツイッターを開設、録音の裏側を公開している。
2020年12月の第7弾・笑い屋さん特番は初の生放送となり、リスナーからTwitterにて「笑い飛ばして欲しいこと」を募集し、そのツイートを見て6人のプロの笑い屋が終始笑い続ける放送となった。
2022年1月の第14弾・鉛筆特番では、文化放送社長の斉藤清人が試験官役として出演した。

## 一覧
| 回数 | 放送日 放送時間            | タイトル サブタイトル | 出演者                                  | MC       |
| ---- | -------------------------- | --- | --------------------------------------- | -------- |
| 01   | 2019年12月09日 2:00 - 3:30 | たき火特番 〜ノルウェーのテレビ局が薪が燃えているだけの映像で高視聴率を獲得したので、たき火の音だけを流すラジオをやってみた〜                                                              |                                         | 石川真紀 |
| 02   | 2020年02月17日 2:00 - 3:30 | たき火特番 〜意外にも好評だったので第2弾やってみた。今回は最後の方に少しだけ芋煮の音も入れてみた。本当はマシュマロにしたかったけど音にならないので芋煮にしてみた件〜                       |                                         | 石川真紀 |
| 03   | 2020年04月20日 1:30 - 3:30 | チャーハン特番 〜チャーハンが鍋の上でパラパラ舞うその姿は美しい。まるで桜の花びらが踊っているよう。本当の春がくることを願ってSP〜                                                          |                                         | 石川真紀 |
| 04   | 2020年06月08日 1:30 - 3:30 | 文化放送 花火大会 〜打ち上げ花火、下から聴くか? 横から聴くか? いやいや! 上からの音、中の音だって聴けちゃうスペシャル〜                                                                     |                                         | 石川真紀 |
| 05   | 2020年09月07日 2:00 - 3:30 | ハイボール特番 〜田舎に帰省する想像してみた。暇を持て余した。酒でも飲もうと思った。どうせなら近くの清流から氷を作ろうと思った。おいしかった。来年はリアルにやってみようと思ったSP〜        |                                         | 石川真紀 |
| 06   | 2020年10月19日 2:00 - 3:30 | 湯けむり特番 〜失恋OL一人旅、殺人事件はないので安心して寝落ちして下さいSP〜 |                                         | 石川真紀 |
| 07   | 2020年12月14日 2:00 - 3:30 | 笑い屋さん特番 〜プロの笑い屋さんが生放送に登場。2020年を笑い飛ばしたいSP〜 | 重藤暁、女性笑い屋5人                   | 石川真紀 |
| 08   | 2021年02月15日 2:00 - 3:30 | たき火特番 〜1年ぶりです。リアルに飢えたアナタにおくります。去年以上にASMRを使い倒してよりリアルな音に迫ってみた件。たき火再び2021（ニーマルニーイチ）スペシャル〜                         |                                         | 石川真紀 |
| 09   | 2021年04月19日 2:00 - 3:30 | 寝息特番 〜文化放送アナウンサーの寝息を90分間お届け。寝言も活舌がいいのか気になる件〜 | 高橋将市、西川文野 坂口愛美、松井佐祐里 | 石川真紀 |
| 10   | 2021年06月14日 2:00 - 3:30 | とんかつ特番 feat. 秋元真夏（乃木坂46） 〜「国民の嫁・秋元真夏」がファン全員にとんかつをひたすら作り続ける音をお届けしてみた。本人は一切しゃべりませんのでご了承いただけますと幸いですSP〜 | 秋元真夏（乃木坂46）                    | 石川真紀 |
| 11   | 2021年09月06日 2:00 - 3:30 | 夏の湯けむり特番 〜今年も暑いし、まだまだ帰省もできないし、夏の温泉に癒しを求めて一人山に登ったらサイコーだった件〜                                                                        |                                         | 石川真紀 |
| 12   | 2021年10月18日 2:30 - 3:30 | 腹太鼓特番 〜日本一良い音がするお腹を叩いてみたらどんな音がするのか気になる件〜 | ゆんぼだんぷ GOTO（DALLJUB STEP CLUB）  | 石川真紀 |
| 13   | 2021年12月13日 2:30 - 3:30 | 雪山特番 〜冬本番の雪山の新雪の音をお届けしたいのですが、まだロケには行きづらいので片栗粉で再現してみた件〜                                                                                |                                         | 石川真紀 |
| 14   | 2022年01月24日 2:30 - 3:30 | 鉛筆特番 〜桜咲け！全員合わせて5浪3留の文化放送社員が入学試験問題をガチで解いて、受験生の代わりにいっぱい間違えておきますSP〜                                                              |                                         | 石川真紀 |
| 15   | 2022年04月18日 1:30 - 2:30 | ミックスジュース特番 〜ミックスのプロである一流DJが本気でミックスジュースを作ってみましたSP〜                                                                                              | DJ KOO                                  | 鈴木純子 |
| 16   | 2022年06月13日 1:30 - 2:30 | 素振り特番 〜夏の全国大会前の追い込みのために 夜な夜な居残りで素振りに集まる様子が気になる件〜                                                                                             |                                         | 鈴木純子 |
| 17   | 2022年08月29日 2:00 - 2:45 | プール掃除特番 〜知る人ぞ知る「例のプール」に感謝を込めて掃除する音をお届けしますSP〜 |                                         | 鈴木純子 |
| 18   | 2022年10月17日 2:00 - 2:45 | 水上置換法特番 〜懐かしの化学実験によって得られる『純粋な』泡の音が気になる件〜 |                                         | 鈴木純子 |
| 19   | 2022年12月19日 2:00 - 2:45 | 正規分布特番 〜釘を打った板にビー玉を転がしたらなんかいい感じにビー玉が並ぶかもSP〜 |                                         | 鈴木純子 |
| 20   | 2023年2月13日 2:00 - 2:45  | ようかいけむり特番 〜懐かしのおもちゃで遊んだあの時の 指の感覚ってどんなだったっけ？音で聴いて思い出そうSP〜                                                                               |                                         | 鈴木純子 |
| 21   | 2023年4月17日 2:00 - 2:45  | 起き上がりこぼし特番 〜起き上がりこぼしの癒しの音色を聴いてみんなで幼児退行SP〜 |                                         | 鈴木純子 |
| 22   | 2023年6月12日 2:00 - 2:45  | 「朝の小鳥」70周年記念 夜のぽとり 〜雨漏り特番〜 |                                         | 鈴木純子 |
| 23   | 2023年8月28日 2:00 - 2:45  | 座禅特番 〜夏の暑さと日々の忙しさで心がやられてしまったので、蝉の鳴く朝に座禅で心を整えてみた件〜                                                                                          | やけのはら、他 （臨済宗円覚寺にて収録） | 鈴木純子 |
| 24   | 2023年10月16日 2:00 - 2:45 | 美容院特番 〜ディレクターが普段背伸びして通っているおしゃれ美容室によさげな音が転がっていたので、もしかしたらいらないかもしれない細かすぎる音までとりあえず全部録ってみた編〜              |                                         | 鈴木純子 |
| 25   | 2023年12月11日 2:00 - 2:45 | マイクロブタ特番 〜寒い冬、ブタさんたちが奏でる可愛い音にほっこりしよう編〜 |                                         | 鈴木純子 |
| 26   | 2024年1月29日 1:30 - 2:45  | 平成カラオケ特番 〜2008年とある冬の日。カラオケに行ったら、隣から楽しそうな歌い声が聴こえてきた編〜                                                                                        |                                         | 鈴木純子 |

## その他
文化放送では、2022年1月より東京の日常音をテーマにした『TOKYO 1 HOUR』を、文化放送ポッドキャストとYouTubeにて海外向けに配信を行っている。
2022年11月には、長寿番組「朝の小鳥」とのコラボで、「たき火特番」の音源と小鳥の鳴き声を掛け合わせた音を文化放送ポッドキャストとYouTubeにて配信を行っている。